# Mompha definitella
Mompha definitella é uma espécie de mariposa do gênero Mompha pertencente à família Coleophoridae.